# Clàssica de Sant Sebastià 2017
La Clàssica de Sant Sebastià 2017 va ser la 37a edició de la Clàssica de Sant Sebastià i es disputà el dissabte 29 de juliol de 2017 a Euskadi sobre un recorregut de 231 quilòmetres. La cursa començà i acabà a Sant Sebastià i fou la 26a prova de l'UCI World Tour 2017.

## Equips
20 equips participen en aquesta edició de la Clàssica de Sant Sebastià, els 18 equips World Tour i dos equips continentals professionals: Caja Rural-Seguros RGA i Cofidis.
| WorldTeams (18)- AG2R La Mondiale - Astana - Bahrain-Merida - BMC Racing Team - Bora-Hansgrohe - Cannondale-Drapac - Dimension Data - FDJ - Katusha-Alpecin - Lotto NL-Jumbo - Lotto-Soudal - Movistar Team - Orica-Scott - Quick-Step Floors - Sky - Team Sunweb - Trek-Segafredo - UAE Team Emirates Equips continentals professionals (2)- Caja Rural-Seguros RGA - Cofidis, Solutions Crédits |
| |

## Classificació final
| \| Classificació general \| Classificació general \| Classificació general \| Classificació general \| Classificació general \| \| Corredor \| Corredor \| Equip \| Temps \| \| \| --------------------- \| --------------------- \| --------------------- \| --------------------- \| --------------------- \| \| 1r \| Michał Kwiatkowski \| Team Sky \| 5h 52' 53" \| \| \| 2n \| Tony Gallopin \| Lotto-Soudal \| + 0" \| \| \| 3r \| Bauke Mollema \| Trek-Segafredo \| + 0" \| \| \| 4t \| Tom Dumoulin \| Team Sunweb \| + 0" \| \| \| 5è \| Mikel Landa Meana \| Team Sky \| + 2" \| \| \| 6è \| Alberto Bettiol \| Cannondale-Drapac \| + 28" \| \| \| 7è \| Anthony Roux \| FDJ \| + 38" \| \| \| 8è \| Greg Van Avermaet \| BMC Racing Team \| + 38" \| \| \| 9è \| Tiesj Benoot \| Lotto-Soudal \| + 38" \| \| \| 10è \| Nicolas Roche \| BMC Racing Team \| + 38" \| \| |                    |                   |            |
| |                    |                   |            |
| Font: ProCyclingStats |                    |                   |            |
| Classificació general |                    |                   |            |
| Corredor | Corredor           | Equip             | Temps      |
| 1r | Michał Kwiatkowski | Team Sky          | 5h 52' 53" |
| 2n | Tony Gallopin      | Lotto-Soudal      | + 0"       |
| 3r | Bauke Mollema      | Trek-Segafredo    | + 0"       |
| 4t | Tom Dumoulin       | Team Sunweb       | + 0"       |
| 5è | Mikel Landa Meana  | Team Sky          | + 2"       |
| 6è | Alberto Bettiol    | Cannondale-Drapac | + 28"      |
| 7è | Anthony Roux       | FDJ               | + 38"      |
| 8è | Greg Van Avermaet  | BMC Racing Team   | + 38"      |
| 9è | Tiesj Benoot       | Lotto-Soudal      | + 38"      |
| 10è | Nicolas Roche      | BMC Racing Team   | + 38"      |